# Dasyatis thetidis
Dasyatis thetidis  (лат.) — вид рода хвостоколов из семейства хвостоко́ловых отряда хвостоколообразных надотряда скатов. Они обитают в субтропических водах Индийского океана, а также в  юго-западной части Тихого и юго-восточной части Атлантического океанов. Встречаются на глубине до 440 м. Максимальная зарегистрированная ширина диска 180 см. Грудные плавники этих скатов срастаются с головой, образуя ромбовидный диск, ширина которого немного превосходит длину. Рыло вытянутое и притуплённое. Хвост длиннее диска. Позади шипа на хвостовом стебле вентрально расположен нижний кожный киль. Окраска дорсальной поверхности диска ровного коричневого или серого цвета. Диск усеян многочисленными острыми колючками. Подобно прочим хвостоколообразным Dasyatis thetidis размножаются яйцеживорождением. Эмбрионы развиваются в утробе матери, питаясь желтком и гистотрофом. Являются объектом целевого промысла. Представляют интерес для рыболовов-любителей. 

## Таксономия и филогенез
Впервые Dasyatis thetidis был научно описан в 1899 году австралийским ихтиологом Джеймсом Дугласом Огилби на основании 4 особей, пойманных в ходе научной экспедиции, проходившей у побережья Нового Южного Уэльса в 1898 году. Вид был назван в честь экспедиционного траулера, носившего название Thetis

## Ареал и места обитания
Dasyatis thetidis обитают у южного побережья ЮАР, Мозамбика и Реюньона, а также в водах Австралии от залива Шарк до севера Нового Южного Уэльса, Лорд-Хау, острова Норфолк и Новой Зеландии. Они наиболее распространены у берегов Австралии и Новой Зеландии, тогда как в других местах встречаются реже. Эти скаты предпочитают прибрежные лагуны и эстуарии с мягким грунтом, попадаются вокруг коралловых и скалистых рифов. В Австралии они заплывают в реки. В водах Новой Зеландии наблюдаются большие группы этих хвостоколов в пещерах или под сводами скал. Эти донные рыбы встречаются на глубине до 440 м.

## Описание
Грудные плавники этих скатов срастаются с головой, образуя ромбовидный плоский диск, ширина которого примерно на 1/4 больше длины, с закруглёнными плавниками («крыльями»). Округлое рыло слегка выступает за край диска. Позади глаз расположены брызгальца. На вентральной поверхности диска расположены 5 пар жаберных щелей, рот и ноздри. Между ноздрями пролегает лоскут кожи с бахромчатым нижним краем. Рот изогнут в виде дуги, на дне ротовой полости присутствуют 5 отростков, из которых 2 крайних мельче и отстоят от прочих. Зубы выстроены в шахматном порядке и образуют плоскую поверхность. Во рту имеется 25—43 верхних и 29—48 нижних зубных рядов. 
Брюшные плавники закруглены. Кнутовидный хвост в 2 раза длиннее диска. Как и у других хвостоколов на дорсальной поверхности в центральной части хвостового стебля расположен шип с 88 зазубринами, соединённый протоками с ядовитой железой. Иногда у скатов бывает 2 шипа. Периодически шип обламывается и на их месте вырастает новый. Позади шипа на хвостовом стебле расположена вентральная кожная складка, которая оканчивается недалеко от кончика. Вдоль позвоночника у взрослых и крупных неполовозрелых особей от области позади глаз до основания хвоста пролегает ряд крупных острых колючек, кроме того по диску разбросаны шипы разной формы и размера. Позади шипа хвостовой стебель плотно покрыт шипиками. 
Окраска дорсальной поверхности диска ровного коричневого или серого цвета. Вентральная поверхность диска белая. От схожих Dasyatis brevicaudata Dasyatis thetidis отличаются более длинным хвостом, наличием колючек и отсутствием белых пятен на диске. Это один из самых крупных видов хвостоколов. Максимальная зарегистрированная ширина диска 180 см, общая длина 4 м, а вес 214 кг.

## Биология
Днём эти хвостоколы большую часть времени проводят лёжа неподвижно на дне под слоем осадков. Их рацион в основном состоит из крабов, креветок, двустворчатых моллюсков, полихет и конгеровых. У берегов Новой Зеландии на Dasyatis thetidis наряду с Dasyatis brevicaudata охотятся косатки. На этих хвостоколах паразитируют нематоды Echinocephalus overstreeti. Летом Dasyatis thetidis образуют скопления на прогретом мелководье, возможно, для размножения.  Подобно прочим хвостоколообразным эти скаты относятся к яйцеживородящим рыбам. Эмбрионы развиваются в утробе матери, питаясь желтком и гистотрофом. 

## Взаимодействие с человеком
Ядовитый шип на хвосте делает эти скатов потенциально опасными для человека. В целом они не проявляют агрессии и позволяют аквалангистам приблизиться. В бухту Хамлин Бэй, Западная Австралия регулярно приплывают скаты Dasyatis brevicaudata, Dasyatis thetidis и австралийские орляки, которых подкармливают кусочками рыбы. За последние годы число привлечённых этим аттракционов туристов растёт. Dasyatis thetidis не являются объектом целевого лова. Попадаются в качестве прилова при коммерческом промысле сетями и ярусами. Пойманных рыб, как правило, выбрасывают за борт, процент выживаемости неизвестен. Эти хвостоколы представляют интерес для рыболовов-любителей, хотя их поимка затрудняется размером скатов. Данных для оценки Международным союзом охраны природы статуса сохранности вида недостаточно. 